# Sony Ericsson P1
Sony Ericsson P1 è uno smartphone ed il successore di Sony Ericsson P990. Il telefono impiega la piattaforma software UIQ 3.0, basata su Symbian OS 9.1. È apparso sul mercato in agosto 2007. Il P1 ha una tastiera numerica integrata in una qwerty coi tasti a bilanciere sul corpo del telefono stesso. Questo è un cambiamento rispetto al P990 dove la tastiera si trovava sotto al flip con il tastierino numerico. Il telefono è UMTS (3G) e tri-band GSM, supporta video chiamate attraverso la videocamera frontale VGA. Supporta inoltre le connessioni: Wi-Fi, Bluetooth e infrarossi.
Lo schermo è touchscreen a 262,144 colori (profondità di colori a 18-bit) con una risoluzione di 240x320 pixel. Dispone anche di una videocamera a 3.2 megapixel con autofocus e di una radio FM/RDS.